# ビナ・ヌサンタラ大学
ビナ・ヌサンタラ大学（びな・ぬさんたら、英語: Bina Nusantara University）は、ジャカルタに本部を置くインドネシアの私立大学。1996年創立、1996年大学設置。大学の略称はビーナス。
技術系の大学である。

## 学部
- コンピューター
  - 情報工学部
  - 情報システム学部
  - コンピュータ工学部
  - コンピュータ会計学部

- 科学・エンジニアリング
  - 工業工学部
  - 土木工学部
  - 建築学部
  - 数学・情報工学部
  - 統計学・情報工学部
  - 管理情報学部
  - 会計学・情報学部
  - 工業工学・管理学部
  - 工業工学・情報学部

- 経済
  - 管理学部
  - ホテル管理学部
  - 会計学部

- 文学
  - 英文学
  - 日本文学
  - 中文学

- コミュニケーション・マルチメディア
  - グラフィックデザイン
  - マーケティングコミュニケーション
  - 内装学部

- 心理学